# Rabo-branco
Rabo-branco é o nome vulgar dado às aves troquilídeas (beija-flores) classificadas no género Phaethornis. O grupo inclui 26 espécies, 2 das quais são endêmicas do Brasil.
Os rabo-brancos são aves de pequenas dimensões, com comprimento variável entre 8 e 16 cm. Caracterizam-se pelo bico longo e arredondado e pela bochecha escura, debruada a branco. Na maioria das espécies, as rectrizes (penas da cauda) centrais são mais alongadas e claras, conferindo à cauda o aspecto de uma cunha branca.

## Espécies
- Phaethornis anthophilus (Boucier, 1843) - Eremita-pálido, Rabo-branco-de-ventre-claro
- Phaethornis aethopygus (Zimmer, JT, 1950) - Rabo-branco-do-tapajós
- Phaetornis atrimentalis Lawrence, 1858 - Rabo-branco-de-garganta-escura
- Phaethornis augusti (Bourcier, 1847) - Rabo-branco-cinza-claro
- Phaethornis bourcieri (Lesson, 1832) - Rabo-branco-de-bico-reto
- Phaethornis eurynome (Lesson, 1832) - Rabo-branco-de-garganta-rajada
- Phaethornis griseogularis Gould, 1851 - Rabo-branco-de-garganta-cinza
- Phaethornis guy (Lesson, 1833) - Eremita-verde, Eremita-verde - Rabo-branco-verde
- Phaethornis hispidus (Gould, 1846) - Rabo-branco-cinza
- Phaethornis longirostris (Delattre, 1843) -Eremita-de-bico-comprido, Rabo-branco-de-bico-comprido , Besourão-de-rabo-branco
- Phaethornis idaliae (Boucier e Mulsant, 1856) - Rabo-branco-mirim
- Phaethornis koepckeae Weske e Terborgh, 1977 - Eremita-de-koepcke, Rabo-branco-de-dorso-oliva
- Phaethornis longuemareus (Lesson, 1832) - Eremita-pequeno, Besourinho-dorso-verde, Rabo-branco-de-garganta-escura
- Phaethornis malaris (Nordmann, 1835) - Besourão-de-bico-grande
- Phaethornis nattereri Berlepsch, 1887 - Besourão-de-sobre-amarelo
- Phaethornis philippii (Bourcier, 1847) - Rabo-branco-amarelo
- Phaethornis pretrei (Lesson e Delattre, 1839) -Rabo-branco-acanelado
- Phaethornis ruber (Linnaeus, 1758) - Rabo-branco-rubro
- Phaethornis rupurumii Boucard, 1892 - Rabo-branco-do-rupununi
- Phaethornis squalidus (Temminck, 1822) - Rabo-branco-pequeno
- Phaethornis subochraceus Todd, 1815 - Rabo-branco-de-barriga-fulva
- Phaethornis superciliosus (Linnaeus, 1766) - Rabo-branco-de-bigodes
- Phaethornis stuarti Hartert, 1897 - Eremita-de-sobrancelha,  Rabo-branco-boliviano
- Phaetornis striigularis Gould, 1854
- Phaethornis syrmatophorus Gould, 1851 - Eremita-de-barriga-fulva,  Rabo-branco-de-ventre-laranja
- Phaethornis yaruqui (Bourcier, 1851) - Eremita-do-chocó, Rabo-branco-do-pacífico